# Bob-Weltmeisterschaft 1975
Die 31. Bob-Weltmeisterschaft fand 1975 in Cervinia in Italien statt. 

## Männer

### Zweierbob
| Platz | Land   | Sportler                              | Zeit        |
| ----- | ------ | ------------------------------------- | ----------- |
| 1     | ITA I  | Giorgio Alverà Franco Perruquet       | 4:45,38 min |
| 2     | FRG II | Georg Heibl Fritz Ohlwärter           | +2,12 s     |
| 3     | SUI I  | Fritz Lüdi Karl Häseli                | +2,97 s     |
| 4     | FRG I  | Wolfgang Zimmerer Peter Utzschneider  | +2,97 s     |
| 5     | GDR I  | Horst Schönau Horst Bernhardt         | +3,06 s     |
| 6     | GDR II | Meinhard Nehmer Bernhard Germeshausen | +3,97 s     |

Datum: 15./16. Februar 1975

### Viererbob
| Platz | Land   | Sportler                                                                | Zeit        |
| ----- | ------ | ----------------------------------------------------------------------- | ----------- |
| 1     | SUI II | Erich Schärer Werner Camichel Josef Benz Peter Schärer                  | 4:35,46 min |
| 2     | FRG I  | Wolfgang Zimmerer Peter Utzschneider Albert Wurzer Fritz Ohlwärter      | +1,03 s     |
| 3     | AUT I  | Manfred Stengl Gert Krenn Franz Jakob Armin Vilas                       | +1,63 s     |
| 4     | AUT II | Herbert Gruber Johann Schüssling Gerd Zaunschirm Fritz Sperling         | +1,76 s     |
| 5     | GDR I  | Meinhard Nehmer Karl Heinz Grübel Bernhard Germeshausen Horst Bernhardt | +1,82 s     |
| 6     | SUI I  | Fritz Lüdi Thomas Hagen Ferdi Müller Karl Häseli                        | +2,14 s     |

Datum: 22./23. Februar 1975

## Medaillenspiegel
| Platz | Land           | Gold | Silber | Bronze | Gesamt |
| ----- | -------------- | ---- | ------ | ------ | ------ |
| 1     | Schweiz        | 1    | 0      | 1      | 2      |
| 2     | Italien        | 1    | 0      | 0      | 1      |
| 3     | BR Deutschland | 0    | 2      | 0      | 2      |
| 4     | Österreich     | 0    | 0      | 1      | 1      |